# William Gale
William Gale (* 16. Januar 1823 in Marylebone, London; † 10. Oktober 1909 Sutton, Surrey) war ein englischer Maler und Radierer.

## Leben
Gale ein Sohn des Londoner Holzhändlers William Gale und dessen Frau Ann Crossley (geborene Williams, ca. 1787–1859). Er hatte eine ältere Schwester Mary Ann Gale und wurde in der Harcourt Street Nr. 16 im Londoner Stadtteil Marylebone geboren. Seine offizielle Taufer erhielt er erst am 15. März 1844. Gale besuchte die Brompton Grammar School und anschließend die von Henry Sass gegründete Art Academy in der Charlotte Street, wo er die Malerei erlernte. 1841 trat er als Schüler in die Royal Academy Schools ein und erhielt in den nächsten Jahren für seine ersten historischen Genrebilder drei Silbermedaillen. In den Jahren 1844 bis 1893 beschickte er die Ausstellungen der Royal Academy of Arts regelmäßig mit seinen Werken. Zudem waren seine Bilder ab 1867 des Öfteren Ausstellungen der British Institution zu sehen.
Am 28. August 1851 heiratete Gale Mary (geborene Warner Chubb), die Tochter eines Maishändlers und Mälzers aus Fordingbridge. Gemeinsam unternahmen sie im Anschluss eine lange Hochzeitsreise nach Italien. Hier verweilten sie unter anderem für längere Zeit in Rom, wo ein Bild vom Karneval und der Gang zur Sixtinischen Kapelle  entstanden. Für die Akademieausstellung 1852 schickte er ein italienisches Mädchen und die Studie eines Kopfes nach London. 1862 und 1867 folgten Reisen nach Palästina (Jerusalem) und Syrien, 1871 und 1872 die Schweiz und 1876 und 1877 Algerien.
Von allen seinen Reisen brachte er zahlreiche Skizzen mit, die er dann für seine späteren Ölbilder verwendete. Es entstanden viele biblische Historien, religiöse und profane Bilder, Genrestücke, Landschaften und Porträts. Gales Sehvermögen verschlechterte sich und in seinen letzten Lebensjahren soll er erblindet sein.

## Familie
Gale und seine Frau Mary (1830–28. April 1891) hatten vier Kinder:
- Mary Ann Gale wurde 1853 geboren
- William Joseph Gale, geboren 1858, ging Anfang 1877 nach Haifa, wo er mit Herrn C. Oldorf von der deutschen Kolonie in landwirtschaftlichen Betrieben tätig war. Am 14. September 1877 wurde er nahe Nazareth von Räubern ermordet, als er nach Haifa zurückkehren wollte.[3]
- Benjamin Chubb Gale (1867–1936)
- Caroline Gale (1873–1897), wurde  nur 24 Jahre alt

Am 2. Oktober 1905 heiratete er die 47-jährige Louisa Georgina Chilcott Gale (1858–1936), die vermutlich seine Cousine, oder zumindest nahe Versandte war.

## Werke (Auswahl)
- 1844: Der verlorene Sohn
- 1851: Perseus und Andromeda

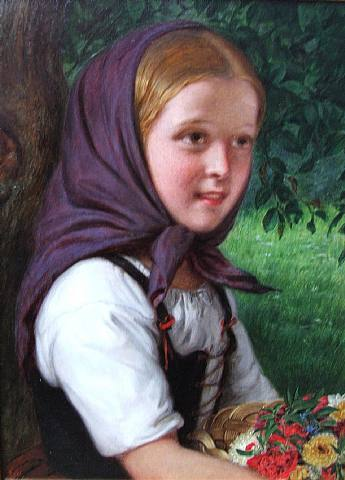
A Young Girl

- 1855: Nymphentanz (Art Gallery in Glasgow)
- 1862: Die Trauerstätte der Juden in Jerusalem
- 1867: Der Einzug in Jerusalem
- 1868: Nazareth
- 1869: Die Rückkehr des verlorenen Sohnes
- 1872: Abraham mit Isaak auf dem Weg zum Opfer
- 1873: Die Verstoßung der Hagar

Genrebilder:
- 1873: Die kleine Großmama, Des Vaters Segen, Die Verbannung, Die Augen des Blinden
- 1874: Der Frühling im Orient
- 1875: Die Konkursprüfung
- 1876: Die Schachspieler, Die Liebesgeschichte
- Die Kriegsbeute, Ein Interieur in Algier.